# 시마미야 에이코
시마미야 에이코(일본어: 島みやえい子, しまみやえいこ, 생일: 4월 20일)는 일본의 가수이다. 홋카이도 지토세시 출신으로 현재 홋카이도 삿포로시에 거주하고 있다. I've Sound의 메인 보컬리스트로 작사, 작곡도 겸하고 있다. 다수의 애니메이션 및 게임 음악에 참여하였다.
1999년에 발매한 앨범 "regret"에 수록되었던「Last regrets -X'mas floor style-」으로 I've에 참가.

2005년에 자신의 앨범 "ULYSSES"로 메이저 데뷔.

원래 「島宮えい子」라는 이름으로 활동하고 있었으며, 메이저 데뷔 때부터 「島みやえい子」으로 개명했으나 읽는 방법은 그대로이다.

2011년 6월, 자신의 베스트 앨범을 내고 I've 탈퇴.

## 프로필
- 생년월일 : 4월 20일
- 별자리 : 양자리
- 혈액형 : A형
- 신장 : 153.5cm
- 취미 : 미용과 건강에 관한 모든 것, 독서, 영화 감상
- 특기 : MC, 인간관찰, 요리
- 좋아하는 음식 : 초밥, 면류, 유제품, 커피, 효모가 들어있는 맥주
- 싫어하는 음식 : 방어, 참치 뱃살, 등푸른 생선

## 음반

### 싱글
1. ひぐらしのなく頃に
2. 奈落の花
3. WHEEL OF FORTUNE (運命の輪)
4. 誓い
5. Super Scription of Data
6. Paranoia

- 龍野の森
- 靑い果實
- あたしはめろん
- 夢の線路·あなたを乘せて
- 島みやえい子 LIVE 2005 "ULYSSES" ライブパンフレット

### 미니 앨범
1. ULYSSES
2. Endless Loop
3. Perfect World

- hologram
- VANILLA
- Ozone

### 앨범
1. O
2. ひかりなでしこ